# Nymphon enteonum
Nymphon enteonum är en havsspindelart som beskrevs av Child, C.A. 2002. Nymphon enteonum ingår i släktet Nymphon och familjen Nymphonidae. Inga underarter finns listade i Catalogue of Life.